# Cephalophus niger
O Cephalophus niger, informalmente chamado em inglês de duiker e, em português, cabrito-negro, é um pequeno antílope africano, encontrado da Serra Leoa e da Guiné até a Nigéria.